# Bizerte (guvernement)

Guvernementets läge.

Bizerte (arabiska: ولاية بنزرت) är ett av 24 guvernement (wilayat) i norra Tunisien. Det har en yta av 3 685 km² och invånarantalet är 524 128 (2004). Den administrativa huvudorten i guvernementet heter också Bizerte.
Afrikas nordligaste geografiska punkter, Ras ben Sakka och Îles des Chiens, ligger i guvernementet och utgör några av världens yttersta platser.

## Administrativ indelning

### Distrikt
Guvernementet är indelat i fjorton distrikt (mutamadiyah):
- Bizerte Nord
- Bizerte Sud
- Djoumime
- El Alia
- Ghar El Melh
- Ghezala
- Mateur
- Menzel Bourguiba
- Menzel Jemil
- Ras Jebel
- Sejenane
- Tinja
- Utique
- Zarzouna

Distrikten är i sin tur indelade i mindre enheter som kallas sektorer (imada). 